# Gotra
Gotra (sanskrit för "kostall") är ett namn på en släkt som räknar agnatiskt ursprung från en gemensam stamfader (namnet motsvarar närmast latinets gens). Benämningen gotra används för viss kast (subkast) i avgränsad geografisk och etnisk betydelse.
Särskilt uppdelar sig brahminerna i vissa bestämda gotra'er alltefter den rsi (indisk sångare), från vilken de påstår sig härstamma.
Gotra är även namn på patronymikon, det namn, varmed en gotra benämner sig såsom härstammande från en gemensam stamfader. Så är Gautama, härledning av Gotama, gotra ("patronymikum") för alla dem som gör anspråk på att härstamma från rsi'en Gotama.